# 1. август
Према грегоријанском календару, 1. август (1. 8. или 1. VIII) јест 213. дан у години (214. у преступној години). До краја године има још 152 дана.

## Догађаји
- 527 — Источноримски (византијски) цар Јустинијан I (527—565.) ступио на престо — почетак једне од најсјајнијих владавина у римско-византијској историји.
- 1291 — Три кантона, Ури, Унтервалден и Швиц су су склопили савез за одбрану од Хабзбурговаца. Тај савез је био основа за стварање Швајцарске. Овај дан се прославља као национални празник Швајцарске
- 1560 — Шкотски парламент је укинуо папску јурисдикцију и одобрио калвинистичку вероисповест. Тиме је основана Шкотска црква.
- 1774 — Џозеф Пристли, британски хемичар, открио је гас који је назвао „dephologisticated air”. Овај је гас данас познат као кисеоник.
- 1778 — Отворена је прва штедионица у свету у немачком граду Хамбургу.
- 1793 — Као прва земља у свету, Француска је увела метрички систем мера.
- 1798 — Британска флота адмирала Хорација Нелсона уништила је француску флоту под командом адмирала Франсоа Бријеса у бици код Абукира, близу Александрије. Наполеонова је војска у Египту после тог пораза остала одсечена од Европе.
- 1800 — Парламент Ирске је усвојио Закон о унији, којим ће се 1. јануара 1801. Велика Британија и Ирска ујединити у Уједињено Краљевство Велике Британије и Ирске.
- 1813 — Изашао је први број првог српског дневног листа, „Новина сербских”, у Бечу. Лист су покренули Димитрије Давидовић и Димитрије Фрушић. Лист је угашен 1822. године због проблема са штампаријом.
- 1834 — Забрањено је ропство у целој Британској империји. Тиме је у британским колонијама ослобођено више од 770.000 робова.
- 1877 — У засеоку Ђурићи на планини Тари, Јосиф Панчић пронашао нову врсту оморике која је по њему добила име — Панчићева оморика
- 1894 — Због спора око Кореје, Јапан је објавио рат Кини.
- 1914 — Четири дана после аустроугарског објављивања рата Србији, Француска је прогласила општу мобилизацију, Немачка је објавила рат Русији, док је Италија прокламовала неутралност.
- 1921 — Скупштина Краљевине Срба, Хрвата и Словенаца је донела Закон о заштити државе, на основу којег је забрањен рад Комунистичкој партији и њеним посланицима у Скупштини (којих је било 58) поништила мандате.
- 1936 — 11. олимпијске игре у Берлину отворио је Адолф Хитлер.
- 1944 — У Вашави је избио устанак против немачке окупације. После двомесечних борби Немци су савладали устанике, а велики број њих послали у концентрационе логоре.
- 1958 — Јордански краљ Хусеин поништио је федерацију своје земље са Ираком.
- 1960 — Бенин је прогласио независност од Француске.
- 1966 — Почео је 11. пленум Комунистичке партије Кине. На пленуму је донета одлука о почетку „културне револуције”, која је трајала десет година.
- 1975 — Државници 35 земаља потписали су у Хелсинкију завршни документ Конференције о европској безбедности и сарадњи (КЕБС, данас Организација за европску безбедност и сарадњу, ОЕБС). Међу потписницима је био и југословенски председник Јосип Броз Тито.
- 1994 — Роман Херцог, председник Немачке, изразио је жаљење Пољацима због патњи које су претрпели током немачке окупације у Другом светском рату.
- 1996 — Објављен роман Игра престола америчкога писца Џорџа Р. Р. Мартина.
- 2000 — Екстремисти у Кашмиру у Индији извршили су седам напада у којима је око 90 људи убијено а више десетина рањено. Већина жртава су били хиндуских ходочасници.
- 2001 — Тони Блер, премијер Велике Британије, започео је званичну посету Аргентини. То је била прва посета неког британског премијера Аргентини од Фокландског рата 1982. године.
- 2007 — У паду моста преко Мисисипија у Минеаполису 13 особа је погинуло, а на десетине је повређено.
- 2008 — Почео рат у Грузији који се водио између Грузије са једне и Русије и грузијских отцепљених територија Јужне Осетије и Абхазије са друге стране. Након неколико дана жестоких окршаја у овој области између грузијске војске и снага Јужне Осетије, грузијски војници су 7. августа покушали да заузму град Цхинвали, главни град Јужне Осетије.
- 2010 — Забрањене су касетне бомбе, једно од најмонструознијих конвенционалних наоружања, где према званичним подацима УН-а страда преко 95 % цивила. Уједињене нације су изгласале ову конвенцију о забрани касетних бомби, када је првих 30. држава ратификовало ову конвенцију у својим парламентима.

## Рођења
- 1744 — Жан Батист Ламарк, француски научник. (прем. 1829)[1]
- 1790 — Глигорије Возаровић, први српски књиговезац, књижар, самостални издавач и библиотекар. (прем. 1848)[2]
- 1819 — Херман Мелвил, амерички књижевник. (прем. 1891)[3]
- 1841 — Едуард Херцог, први старокатолички бискуп Швајцарске. (прем. 1924)
- 1885 — Ђерђ де Хевеш, мађарски радиохемичар, добитник Нобелове награде за хемију (1943). (прем. 1966)
- 1894 — Отавио Ботекја, италијански бициклиста. (прем. 1927)[4]
- 1899 — Јосип Кулунџић, драмски писац, драмски режисер, теоретичар драме и позоришта, романсијер. (прем. 1970)[5]
- 1910 — Бојан Ступица, српски редитељ, архитекта, драматург, професор, педагог и градитељ позоришта. (прем. 1970)[6]
- 1929 — Лејла Абашидзе, грузијска глумица, редитељка и сценаристкиња. (прем. 2018)[7]
- 1930 — Пјер Бурдје, француски социолог, антрополог и филозоф. (прем. 2002)[8]
- 1936 — Ив Сен Лоран, француски модни дизајнер. (прем. 2008)[9]
- 1942 — Џери Гарсија, амерички музичар, најпознатији као гитариста и певач групе Grateful Dead. (прем. 1995)[10]
- 1945 — Даглас Ошероф, амерички физичар, добитник Нобелове награде за физику (1996).[11]
- 1952 — Зоран Ђинђић, српски политичар и филозоф, градоначелник Београда (1997), премијер Србије (2001—2003). Зоран Ђинђић је био дугогодишњи председник Демократске странке. (прем. 2003)[12]
- 1953 — Богдан Диклић, српски глумац.[13]
- 1954 — Тревор Бербик, канадско-јамајкански боксер. (прем. 2006)[14]
- 1959 — Џо Елиот, енглески музичар, најпознатији као певач групе .
- 1960 — Слободан Клипа, српски кошаркаш и кошаркашки тренер.
- 1961 — Жарко Ђуровић, српски фудбалер и фудбалски тренер.[15]
- 1963 — Кулио, амерички хип хоп музичар, глумац и музички продуцент. (прем. 2022)[16]
- 1965 — Сем Мендиз, енглески редитељ, сценариста и продуцент.[17]
- 1967 — Жозе Падиља, бразилски редитељ, продуцент и сценариста.[18]
- 1981 — Драган Блатњак, босанскохерцеговачки фудбалер и фудбалски тренер.[19]
- 1984 — Младен Божовић, црногорски фудбалски голман.[20]
- 1984 — Бастијан Швајнштајгер, немачки фудбалер.[21]
- 1986 — Јелена Веснина, руска тенисерка.[22]
- 1987 — Јаго Аспас, шпански фудбалер.[23]
- 1988 — Немања Матић, српски фудбалер.[24]
- 1989 — Малком Армстед, амерички кошаркаш.
- 1990 — Џек О’Конел, енглески глумац.[25]
- 1993 — Алекс Абринес, шпански кошаркаш.[26]
- 1999 — Лазар Николић, српски фудбалер.[27]
- 2001 — Стеван Карапанџић, српски кошаркаш.[28]

## Смрти
- 527 — Јустин I, византијски цар. (рођ. 450)[29]
- 1137 — Луј VI, краљ Француске. (рођ. 1081)[30]
- 1427 — Стефан Лазаревић, српски владар и песник. (рођ. 1377)[31]
- 1627 — Јурај Бараковић, хрватски песник. (рођ. 1548)[32]
- 1714 — Ана од Велике Британије, краљица Енглеске, Шкотске и Ирске. (рођ. 1665)[33]
- 1860 — Данило Петровић, црногорски кнез. (рођ. 1826)[34]
- 1955 — Станислав Винавер, српски песник и преводилац. (рођ. 1891)[35]
- 1973 — Валтер Улбрихт, источнонемачки државник и први секретар Јединствене радничке партије Немачке. (рођ. 1893)[36]
- 1996 — Мохамед Фарах Аидид, сомалијски политичар. (рођ. 1934)[37]
- 1997 — Свјатослав Рихтер, совјетски пијаниста. (рођ. 1915)[38]
- 2001 — Зузана Халупова, српска сликарка словачког порекла. (рођ. 1925)[39]
- 2009 — Борка Вучић, истакнути српски политичар и банкарски стручњак. (рођ. 1926)[40]
- 2011 — Милорад Маркановић, истакнути комуниста, писац дела „Десант на Дрвар”.
- 1996 — Фрида Бокара, француска певачица, победница Песме Евровизије 1969. године. (рођ. 1940)[41]

## Празници и дани сећања
- Српска православна црква данас прославља:
  - Свети Стефан деспот Српски
  - Преподобна Евгенија (Лазаревић)